# Bursera bipinnata
Bursera bipinnata är en tvåhjärtbladig växtart som först beskrevs av Moc. & Sesse och Dc., och fick sitt nu gällande namn av Adolf Engler. Bursera bipinnata ingår i släktet Bursera och familjen Burseraceae. Inga underarter finns listade i Catalogue of Life.